# Crete Rosse-Klettersteig

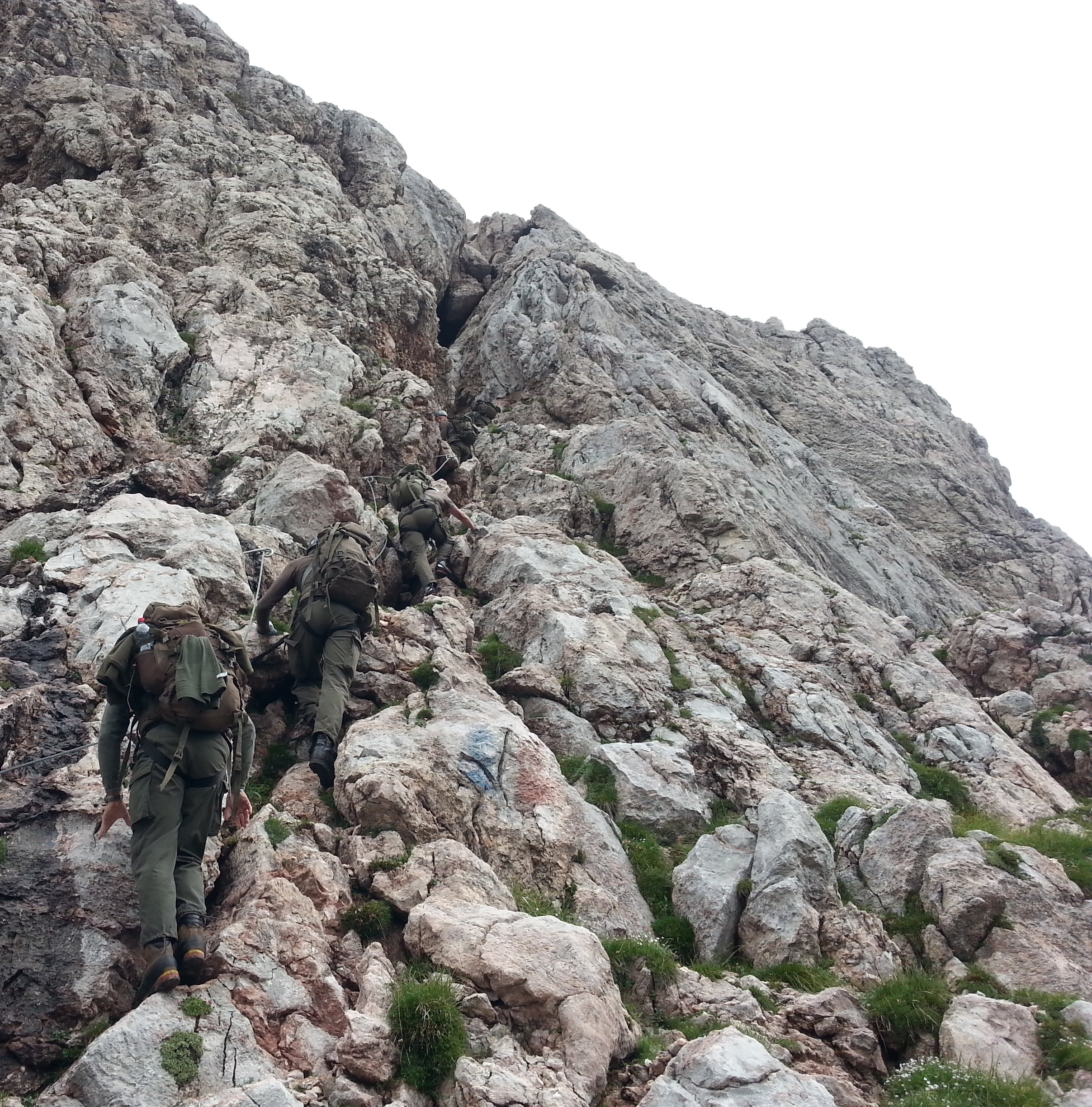
Der Klettersteig im Einstiegsbereich

Der Via Ferrata Crete Rosse ist ein 1980 von der Sektion Pontebba des italienischen Alpenvereins durch die Südseite des Trogkofel im Nassfeldgebiet errichteter Klettersteig an der österreichischen Grenze in Kärnten.

## Lage und Beschreibung
Der Normalweg zum Einstieg führt auf österreichischer Seite über Schlanitzen und die Rudnigalm auf die Troghöhe und nach der Staatsgrenze über den Karnischen Höhenweg zu den Südwänden. Der Steig folgt einer rampenartigen Rinne bis auf den Gipfelbereich und überwindet dabei rund 150 Höhenmeter. Der Mittelteil des Klettersteigs ist mit dem Schwierigkeitsgrad B/C bewertet, der Ein- und Ausstiegsbereich mit B.
Mit dem leichteren Uiberlacherweg auf der Ostseite ergibt sich eine Überschreitmöglichkeit des Berges, zudem führt ein ungesicherter Normalweg auf italienischer Seite zurück auf den Karnischen Höhenweg.